# Скрипник Олексій Олексійович
Олексій Олексійович Скрипник (нар. 8 березня 1964, Львів — 23 лютого 2022)  — український політик, підприємець, науковець та громадський діяч. Народний депутат України 8-го скликання від партії «Об'єднання „Самопоміч“, заступник Голови Постійної делегації у Парламентській асамблеї НАТО, член Української частини Ради міжпарламентської ради Україна-НАТО, співзасновник ELEKS, член Комітету Підприємців Львівщини, асоціації „IT Україна“, Наглядової ради Асоціації „Львівський кластер інформаційних технологій та бізнес-послуг“, член Наглядової Ради Національного університету „Львівська політехніка“ та Львівського національного університету імені Івана Франка, член Ради з питань конкурентноспроможності у Львівській області.

## Біографія
Народився 8 березня 1964 року у Львові в сім'ї науковців-енергетиків.
У 1986 році дипломом з відзнакою закінчив факультет електроенергетики (кафедра електричних систем та мереж) Львівського Політехнічного Інституту.
Проходив навчання за програмою американського уряду „SABIT“ — „Management of Software Companies“ („Управління софтверними компаніями“).
У 1986-2000 роках працював у ВЕО „Львівенерго“ (з 1995 — Західний регіональний диспетчерський центр, з 1998 — Західна електроенергетична система) інженером Центральної диспетчерської служби (ЦДС), згодом — заступником начальника ЦДС по АСДУ у Західному регіональному диспетчерському центрі Львівенерго.
У 1991 році разом з батьком Олексієм Івановичем Скрипником та матір'ю Євгенією Скрипник заснував підприємство ТзОВ „ЕЛЕКС“.
Із листопада 1991 року по травень 2000 року обіймав посаду технічного директора за сумісництвом у ТзОВ „Елекс“.
З червня 2000 року до 2010 року — директор ТзОВ „Елекс“.
З 2010 року — генеральний директор ТзОВ „Елекс“.
У 2014 році склав повноваження генерального директора компанії у зв'язку з обранням на посаду народного депутата України.

### Підприємницька діяльність
Олексій Скрипник ще в 1991 році збудував одну з найбільших і найуспішніших софтверних компаній в Україні — „ELEKS“. Свій секрет успіху бізнесмен пов'язує, в тому числі, з тим, що ніколи не боявся працювати з людьми розумнішими, ніж він сам.
„Елекс“ як компанія склалася завдяки тому, що я в той момент абсолютно не боявся, та й зараз не боюся, співпрацювати з людьми, які набагато розумніші за мене, навпаки, вважаю це великим плюсом».
Сьогодні в компанії «ELEKS» працює близько 1000 людей, середній вік — 25. До складу фірми входить головний офіс у Львові, мережа центрів розробки в Україні (Київ, Львів, Івано-Франківськ, Тернопіль), офіс у Польщі, а також представництва в США та Великій Британії.
«ELEKS» відома своїми продуктами для сучасного кінематографу (розробки використовували у Голлівуді, зокрема, у зйомках блокбастерів «Квант милосердя» і «Людина-павук») та додатками для автоматизації діяльності медичних установ (наприклад, інформаційна система Doctor Eleks). Діяльність компанії спрямована на міжнародний ринок: 95 % клієнтів  «ELEKS» — закордонні замовники і лише 5 % — українські клієнти.

### Наукова діяльність
З 2006 року — викладач Інституту комп'ютерних наук та інформаційних технологій Національного університету «Львівська політехніка». Читав курс «Системний аналіз». З 2008 року — старший викладач. Читав курси «Менеджмент проектів з розробки програмного забезпечення» та «Проектний практикум».
Викладач Києво-Могилянської бізнес-школи [kmbs]. Читав дисципліну «Проектний менеджмент».
Сфера наукових інтересів: технологія програмування; створення програмних продуктів.

### Громадська активність
Член Комітету підприємців Львівщини і Асоціації «ІТ України».
Входив до складу Наглядової ради Асоціації «Львівський кластер інформаційних технологій та бізнес-послуг».
Член Наглядової Ради Національного університету «Львівська політехніка» і Ради з питань конкурентноспроможності у Львівській області.
Брав участь у процесі розробки Стратегії економічного розвитку Львова, яка базується на кластерному розвитку економіки. 

### Політична діяльність
У 2014 році Олексій Скрипник взяв участь у парламентській виборчій кампанії. 3-ій номер списку партії «Самопоміч».
Із 27 листопада 2014 року — народний депутат України, член депутатської фракції Політичної партії "Об'єднання «Самопоміч».
З 22 квітня 2015 року — голова Тимчасової спеціальної комісії Верховної Ради України з питань майбутнього.
Виступив з ініціативою переведення законодавчої процедури Верховної Ради в електронну форму, щоб «не витрачати час на друк всіх законопроєктів 35 тонн паперу на рік».
Як заступник Голови Постійної делегації у Парламентській асамблеї НАТО та член Української частини Ради міжпарламентської ради Україна-НАТО, Олексій Скрипник постійно їздив в Сполучені Штати Америки та Європу і лобіював поставки зброї в Україну. Також разом з колегами по парламенту політик працював над тим, щоб Україна отримала шанс стати членом НАТО.
Як заступник голови Комітету Верховної Ради України з питань науки і освіти, Олексій Скрипник займав IТ-освітою та питаннями науки в цілому. Зокрема, політик пропонував скасувати інформатику в школах і викладати замість неї в старших класах програмування..

## Особисте життя

### Сім'я
Батько — Скрипник Олексій Іванович — професор, доктор технічних наук, співзасновник компанії ELEKS, програміст з 40-річним стажем.
Мати — Скрипник Євгенія Іванівна — інженер-електрик, все життя пропрацювала на львівських заводах ВПК, співзасновник компанії ELEKS.
Одружений. Виховував чотирьох синів — Антона, Дениса, Романа, Івана та доньку Катерину .
Вільно володів українською, російською та англійською мовами. Розмовляв польською. У вільний час любив займатися плаванням, яхтингом, велоспортом.